# 神戸市立葺合中学校
神戸市立葺合中学校（こうべしりつ ふきあいちゅうがっこう）は、兵庫県神戸市中央区にある公立中学校。

## 概要
平地の市街から六甲山地にかけての斜面中腹に位置するため、周囲は急坂に囲まれている。正門を挟んだ対面にある広場は校地ではなく神戸市の管理する野崎公園であるが、運動場のスペースが狭い事情から実質、本校の運動場の役割も果たしている（本校のプールと体育倉庫は、この公園内にある）。
この運動場のスペースが狭い事情を解決する政策として、校地西側に現在の第2運動場用地を神戸市が取得し、1995年1月下旬から整備工事が行われる予定のなか、阪神・淡路大震災が発生したため、この用地はまず数年間、神戸市の仮設住宅用地に使用された経緯がある。なお、第2運動場として校地となった現在も、河川を挟んでいるため双方は直接往来できない。
本校校区内に神戸市立布引中学校がある。これは新幹線新神戸駅建設のため、もともとは布引中学校の校区内にあった校舎が、換地にともない、本校校区内に移転してきたものである。

## 沿革
- 1947年（昭和22年）4月1日 - 旧・野崎国民学校開校校舎に開校。
- 1947年（昭和22年）5月2日 - 校章制定。
- 1948年（昭和23年）4月1日 - 神戸市立布引中学校を分離。
- 1953年（昭和28年）3月12日 - 校歌制定。
- 1956年（昭和31年）4月 - 学級数が43と最多に達する（翌年度も）。
- 1957年（昭和32年）9月26日 - 葺合区（当時）野崎通一丁目に分教室を設置。
- 1958年（昭和33年）4月1日 - 分教室を神戸市立筒井台中学校として分離。
- 1969年（昭和44年）10月11日 - 現1号館完成。6階建（最上階は体育館）。
- 1993年（平成5年）3月6日 - 生徒心得（校則）を改定。開校以来男子生徒の頭髪として規定されていた坊主頭（指で挟んで髪が出ない長さ）が廃止される。[1]
- 1995年（平成7年）1月17日 - 午前5時46分、阪神・淡路大震災が発生。校内に被災者の避難所を設置。
- 1995年（平成7年）1月23日 - 授業再開。
- 1995年（平成7年）11月14日 - 避難所を閉鎖。

## 部活動

### 運動部
- 野球部
- ソフトテニス部
- 剣道部
- 男子バスケットボール部
- 女子卓球部
- 女子バレーボール部

### 文化部
- ジャズバンド部
- 美術部

## 制服
- 男子　
  - 冬服は標準的な学生服上下である。
  - 夏服はカッターシャツ、スラックスである。
- 女子　
  - 冬服はブレザー、カッターシャツ、ブラウス、吊りスカートである。
  - 夏服はカッターシャツ、吊りスカートである。

## 周辺
- 加美乃素本舗本社
- 神戸市文書館
- 神戸熊内郵便局
- 神戸市立雲中小学校 - 進学前小学校
- 神戸市立春日野小学校 - 進学前小学校

## 交通アクセス
- 神戸市バス（90・92系統）熊内一丁目下車、北西へ100m。
- 春日野道駅 (阪急)から北へ400m。

## 通学区域が隣接している学校
- 神戸市立神戸生田中学校
- 神戸市立布引中学校
- 神戸市立渚中学校
- 神戸市立筒井台中学校
- 神戸市立上野中学校
- 神戸市立山田中学校